# Матанса (обычай)

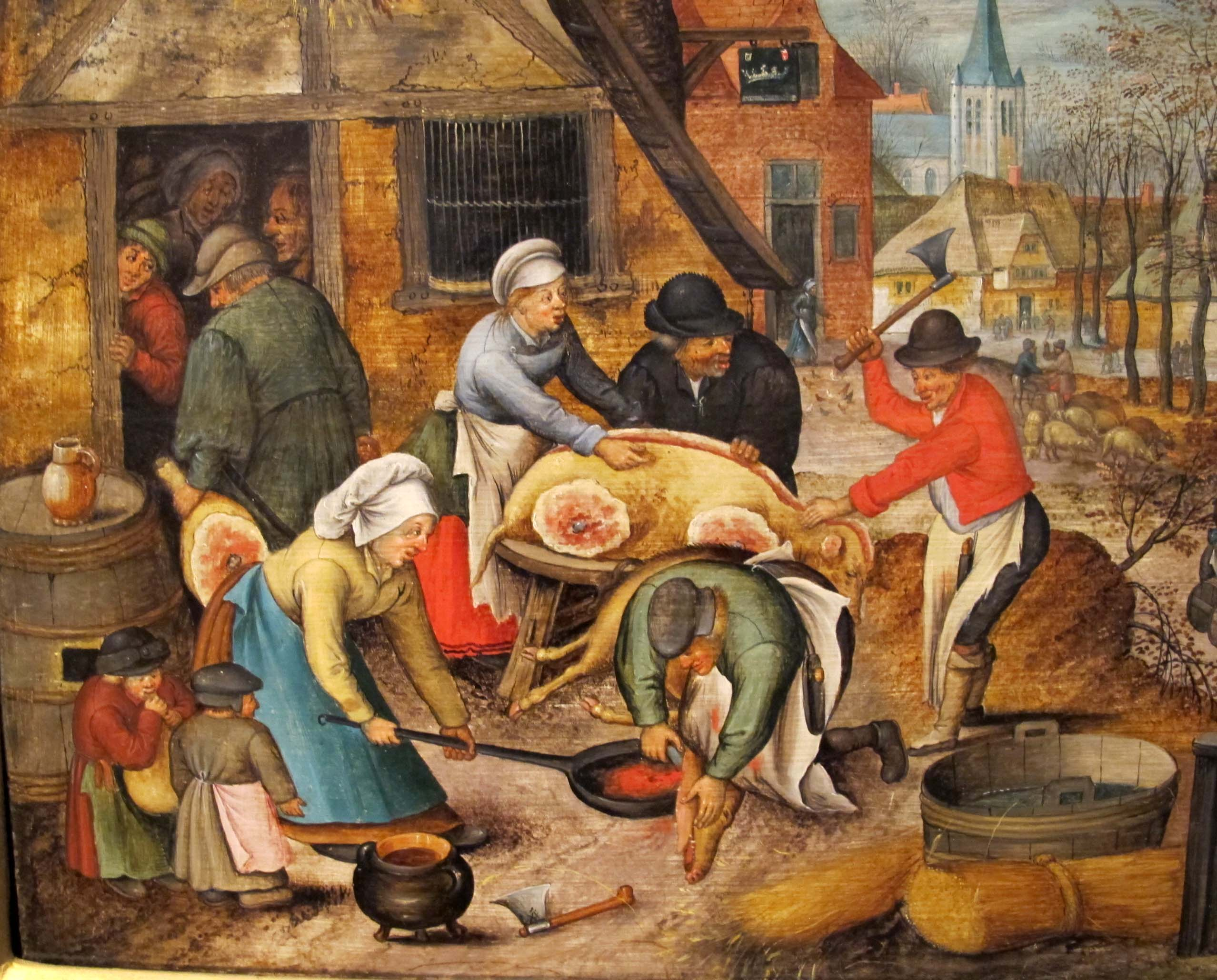
Матанса в Средние века

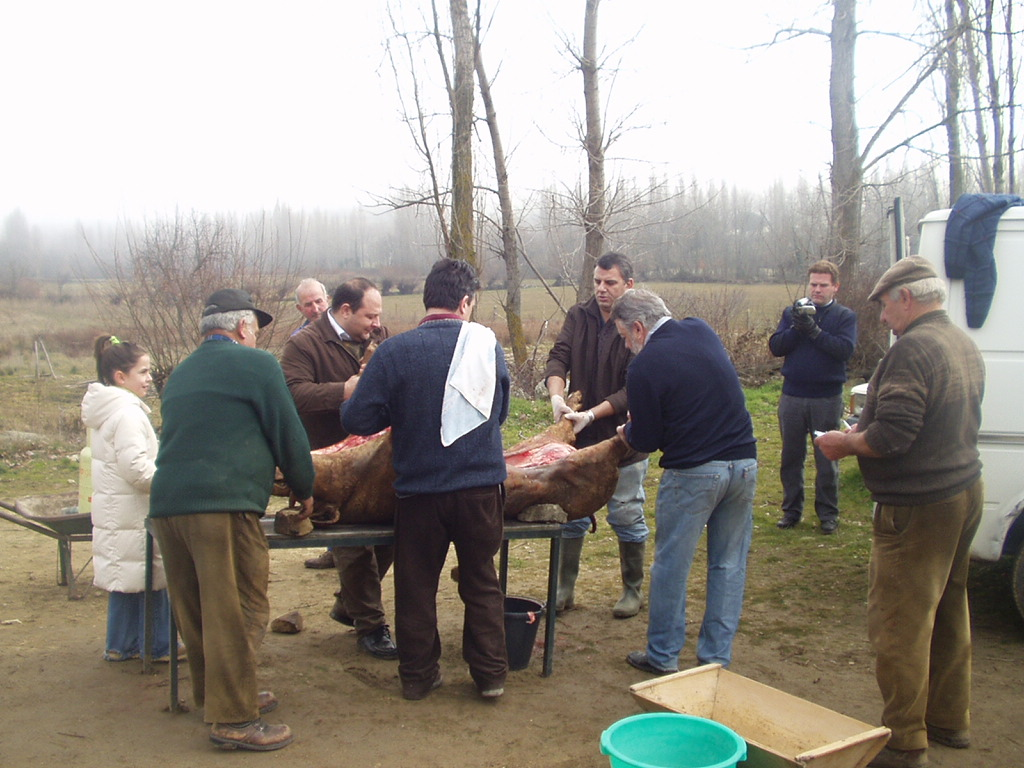
Матанса в современной Испании

Матанса (исп. Matanza del cerdo, порт. Matança do porco) — обычай ритуального убийства предварительно откормленной свиньи, со времён Раннего Средневековья распространённый в Испании и Португалии, проводимый обычно в декабре. Словом matança в португальском языке именуется любой намеренный забой скота.
Традиция матансы появилась, как считается, во времена Реконкисты на Пиренейском полуострове, когда большая его часть находилась под контролем мавров-мусульман, религия которых запрещала употребление в пищу свинины. Со времён установления господства мавров в глухих сельских районах полуострова начала распространяться традиция тайного разведения и ритуального убийства свиней с целью потребления их мяса, что считалось в те годы символом сопротивления христианского населения завоевателям, поэтому нередко превращалось в торжественное празднество со множеством ритуалов, в частности, с распределением мяса между всеми жителями деревни. Матансу проводили, как правило, в декабре, чтобы сделать из мяса убитой свиньи заготовки (колбасу, ветчину) на зиму, которые в то время часто бывали суровыми и голодными. Убийство свиньи при матансе осуществляли жестоким способом: с помощью крюка цепляли за нижнюю челюсть, помещали на скамью брюхом кверху, после чего одни мужчины хватали свинью за конечности, другие втыкали в тело животного множество ножей, а женщины и дети подходили к свинье с вёдрами, в которые стекала льющаяся из ран кровь.
Практика проводить матансу сохраняется в некоторых регионах Испании (прежде всего в Галисии) и Португалии до сегодняшнего дня, хотя и в ограниченных масштабах. Она нередко подвергается критике как бесчеловечная, и в 2007 году правительством Испании принят в отношении данного обычая специальный закон, согласно которому матансу разрешается проводить только при условии предварительного оглушения свиньи любым способом; исполнение матансы по «классической» схеме наказывается штрафом в 600 евро.